# American Le Mans Series
| American Le Mans Series  | American Le Mans Series |
| ------------------------ | --- |
| Region                   | Stany Zjednoczone |
| Pierwszy sezon           | 1999 |
| Ostatni sezon            | 2013 |
| Kategoria                | Prototypy (P1,P2,PC) Samochody GT (GT,GTC)                                                                                            |
| Ostatni mistrz kierowców | P1: Klaus Graf, Lucas Luhr P2: Scott Tucker PC: Mike Guasch GT: Antonio García, Jan Magnussen GTC: Jeroen Bleekemolen, Cooper MacNeil |
| Ostatni mistrz zespołów  | P1: Muscle Milk Pickett Racing P2: Level 5 Motorsports PC: CORE Autosport GTE: Corvette Racing GTC: Flying Lizard Motorsports         |

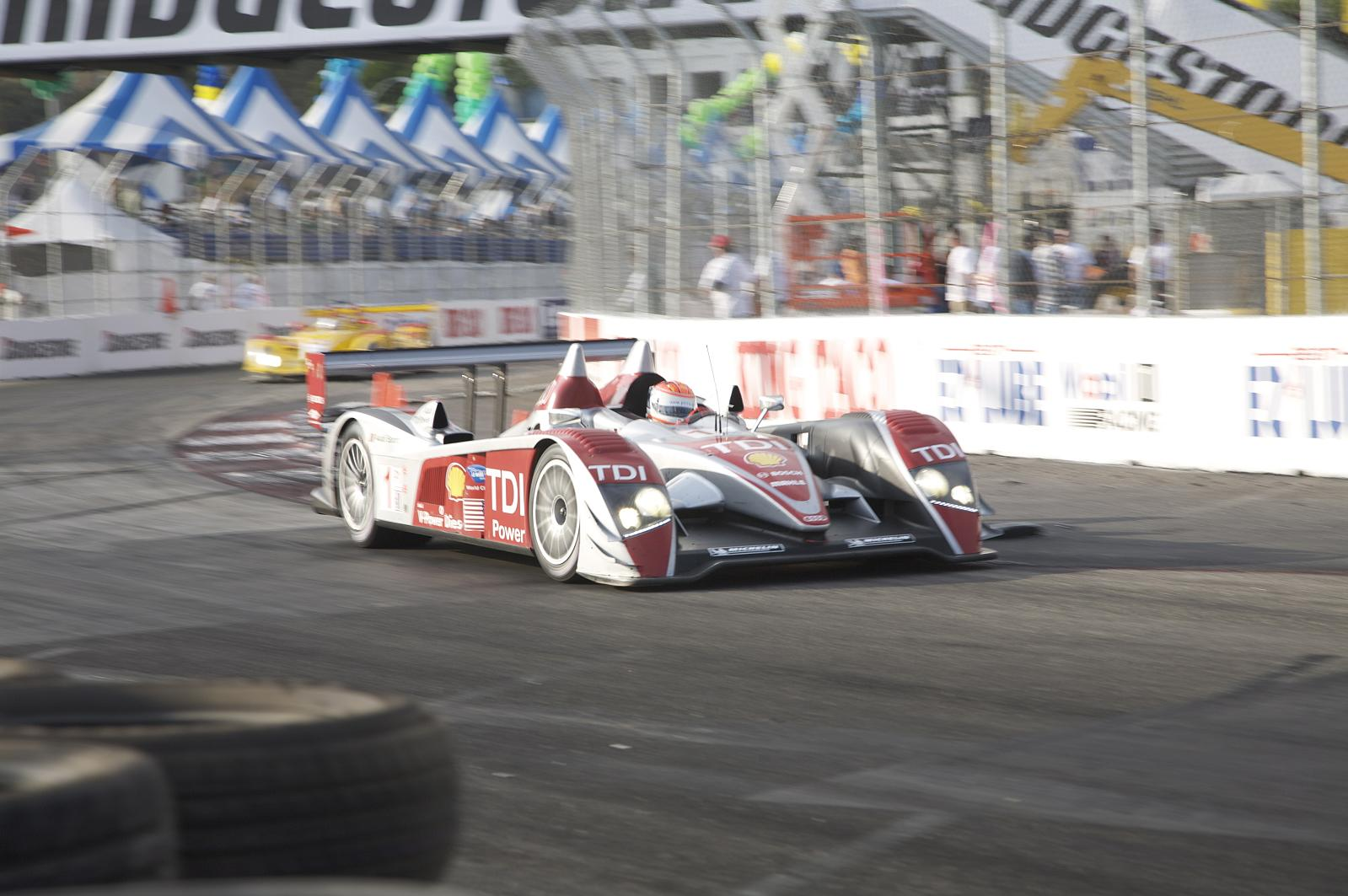
Audi dominuje w serii ALMS. Na zdjęciu Audi R10 TDI

American Le Mans Series (ALMS) – seria wyścigów samochodowych rozgrywanych w Stanach Zjednoczonych i Kanadzie, wzorowanych na wyścigu 24h Le Mans.
W skład serii wchodziły wyścigi długodystansowe i sprinty. Zespoły rywalizowały w czterech klasach: LMP1 i LMP2 dla prototypów Le Mans oraz GT1 i GT2 dla samochodów klasy Grand Touring.
W 2014 seria zakończyła działalność. Na bazie nawiązanej współpracy z Rolex Sports Car Series powstała seria United SportsCar Championship.

## Zwycięzcy sezonów Le Mans Series

### Kierowcy
| Sezon | Kategoria                    | Kategoria                       | Kategoria                                  | Kategoria                      | Kategoria                         |
| 1999  | LMP                          | LMP                             | LMP                                        | GTS                            | GT                                |
| ----- | ---------------------------- | ------------------------------- | ------------------------------------------ | ------------------------------ | --------------------------------- |
| 1999  | Elliott Forbes-Robinson      | Elliott Forbes-Robinson         | Elliott Forbes-Robinson                    | Olivier Beretta                | Cort Wagner                       |
| 2000  | Allan McNish                 | Allan McNish                    | Allan McNish                               | Olivier Beretta                | Dirk Müller                       |
| 2001  | LMP900                       | LMP900                          | LMP675                                     | GTS                            | GT                                |
| 2001  | Emanuele Pirro               | Emanuele Pirro                  | Didier de Radiguès                         | Terry Borcheller               | Jörg Müller                       |
| 2002  | Tom Kristensen               | Tom Kristensen                  | Jon Field                                  | Ron Fellows                    | Lucas Luhr Sascha Maassen         |
| 2003  | Frank Biela Marco Werner     | Frank Biela Marco Werner        | Chris Dyson                                | Ron Fellows Johnny O’Connell   | Lucas Luhr Sascha Maassen         |
| 2004  | LMP1                         | LMP1                            | LMP2                                       | GTS                            | GT                                |
| 2004  | Marco Werner JJ Lehto        | Marco Werner JJ Lehto           | Ian James                                  | Ron Fellows Johnny O’Connell   | Timo Bernhard                     |
| 2005  | LMP1                         | LMP1                            | LMP2                                       | GT1                            | GT2                               |
| 2005  | Frank Biela Emanuele Pirro   | Frank Biela Emanuele Pirro      | Clint Field                                | Oliver Gavin Olivier Beretta   | Patrick Long Jörg Bergmeister     |
| 2006  | Allan McNish Rinaldo Capello | Allan McNish Rinaldo Capello    | Lucas Luhr Sascha Maassen                  | Oliver Gavin Olivier Beretta   | Jörg Bergmeister                  |
| 2007  | Allan McNish Rinaldo Capello | Allan McNish Rinaldo Capello    | Timo Bernhard Romain Dumas                 | Oliver Gavin Olivier Beretta   | Mika Salo Jaime Melo              |
| 2008  | Marco Werner Lucas Luhr      | Marco Werner Lucas Luhr         | Timo Bernhard Romain Dumas                 | Johnny O’Connell Jan Magnussen | Jörg Bergmeister Wolf Henzler     |
| 2009  | LMP1                         | LMP1                            | LMP2                                       | GT2                            | Challenge                         |
| 2009  | David Brabham Scott Sharp    | David Brabham Scott Sharp       | Adrián Fernández Luis Díaz                 | Patrick Long Jörg Bergmeister  | Martin Snow Melanie Snow          |
| 2010  | LMP                          | LMP                             | LMPC                                       | GT                             | GTC                               |
| 2010  | David Brabham Simon Pagenaud | David Brabham Simon Pagenaud    | Scott Tucker                               | Patrick Long Jörg Bergmeister  | Tim Pappas Jeroen Bleekemolen     |
| 2011  | LMP1                         | LMP2                            | LMPC                                       | GT                             | GTC                               |
| 2011  | Chris Dyson Guy Smith        | Christophe Bouchut Scott Tucker | Ricardo González Gunnar Jeannette Eric Lux | Joey Hand Dirk Müller          | Tim Pappas                        |
| 2012  | P1                           | P2                              | PC                                         | GT                             | GTC                               |
| 2012  | Klaus Graf Lucas Luhr        | Christophe Bouchut Scott Tucker | Alex Popow                                 | Oliver Gavin Tommy Milner      | Cooper MacNeil                    |
| 2013  | Klaus Graf Lucas Luhr        | Scott Tucker                    | Mike Guasch                                | Antonio García Jan Magnussen   | Jeroen Bleekemolen Cooper MacNeil |

### Zespoły
| Sezon | Kategoria                  | Kategoria                | Kategoria                | Kategoria                  | Kategoria                  |
| 1999  | LMP                        | LMP                      | LMP                      | GTS                        | GT                         |
| ----- | -------------------------- | ------------------------ | ------------------------ | -------------------------- | -------------------------- |
| 1999  | Panoz Motorsports          | Panoz Motorsports        | Panoz Motorsports        | Dodge Viper Team Oreca     | Prototype Technology Group |
| 2000  | Audi Sport North America   | Audi Sport North America | Audi Sport North America | Viper Team Oreca           | Dick Barbour Racing        |
| 2001  | LMP900                     | LMP900                   | LMP675                   | GTS                        | GT                         |
| 2001  | Audi Sport North America   | Audi Sport North America | Dick Barbour Racing      | Corvette Racing            | BMW Motorsport             |
| 2002  | Audi Sport North America   | Audi Sport North America | KnightHawk Racing        | Corvette Racing            | Alex Job Racing            |
| 2003  | Infineon Team Joest        | Infineon Team Joest      | Dyson Racing Team        | Corvette Racing            | Alex Job Racing            |
| 2004  | LMP1                       | LMP1                     | LMP2                     | GTS                        | GT                         |
| 2004  | ADT Champion Racing        | ADT Champion Racing      | Miracle Motorsports      | Corvette Racing            | Alex Job Racing            |
| 2005  | LMP1                       | LMP1                     | LMP2                     | GT1                        | GT2                        |
| 2005  | ADT Champion Racing        | ADT Champion Racing      | Intersport Racing        | Corvette Racing            | Petersen/White Lightning   |
| 2006  | Audi Sport North America   | Audi Sport North America | Penske Motorsports       | Corvette Racing            | Risi Competizione          |
| 2007  | Audi Sport North America   | Audi Sport North America | Penske Racing            | Corvette Racing            | Risi Competizione          |
| 2008  | Audi Sport North America   | Audi Sport North America | Penske Racing            | Corvette Racing            | Flying Lizard Motorsports  |
| 2009  | LMP1                       | LMP1                     | LMP2                     | GT2                        | Challenge                  |
| 2009  | Patrón Highcroft Racing    | Patrón Highcroft Racing  | Lowe’s Fernández Racing  | Flying Lizard Motorsports  | Snow Racing                |
| 2010  | LMP                        | LMP                      | LMPC                     | GT                         | GTC                        |
| 2010  | Patrón Highcroft Racing    | Patrón Highcroft Racing  | Level 5 Motorsports      | BMW Rahal Letterman Racing | Black Swan Racing          |
| 2011  | LMP1                       | LMP2                     | LMPC                     | GT                         | GTC                        |
| 2011  | Dyson Racing Team          | Level 5 Motorsports      | CORE Autosport           | BMW Team RLL               | Black Swan Racing          |
| 2012  | P1                         | P2                       | PC                       | GT                         | GTC                        |
| 2012  | Muscle Milk Pickett Racing | Level 5 Motorsports      | CORE Autosport           | Corvette Racing            | Alex Job Racing            |
| 2013  | Muscle Milk Pickett Racing | Level 5 Motorsports      | CORE Autosport           | Corvette Racing            | Flying Lizard Motorsports  |